# Promotion des ventes
 (décembre 2016).
- Si vous ne connaissez pas le sujet, laissez ce bandeau (vous pouvez alors contacter les auteurs).
- Si vous supprimez le contenu mis en cause (vous pouvez préalablement contacter les auteurs),

argumentez précisément cette suppression dans la page de discussion
(un manque de référence n'est pas un argument ; une recherche réelle de référence doit avoir été effectuée, être formellement documentée).
Une action de promotion des ventes vise à faciliter l’utilisation, l’achat ou la distribution d’un produit par la création d’un avantage temporaire associé à celui-ci.

## Introduction
La promotion des ventes ou sales promotion est apparue en France en 1960, en même temps que le libre-service et s’est développée jusqu’à la fin des années 1980.
Cette discipline a souvent été associée à la communication d’où le nom “communication promotionnelle” dans le sens où la promotion était utilisée en parallèle avec la publicité pour bâtir l’image de marque d’un produit. Aussi, la promotion était considérée comme un outil pour soutenir les ventes face à la concurrence.
Dans ses débuts, les techniques utilisées étaient relativement simples mais efficaces. En effet, la promotion se reconnaissait par ses couleurs vives (généralement du jaune et du rouge) afin d’attirer le regard du consommateur. C’est le temps du Promo erectus.
À partir des années 1970 jusqu’aux années 1980, la multiplication des enseignes de distribution donne un rôle accru à la promotion des ventes du fait d’une forte concurrence. Ainsi, la promotion et la publicité deviennent des leviers incontournables dans la stratégie marketing des entreprises. Cette dynamique permettra à la promotion des ventes d’être rattachée au service marketing mais aussi d’être considérée comme une tâche importante pour les chefs de produit et une discipline à part entière du marketing. Les concepts techniques et de création plus techniques qu’au début donne lieu à l’ère du Promo habilis.
Cependant, durant ce nouvel essor, le comportement du consommateur reste inchangé face aux techniques promotionnelles. La promotion des ventes est avant tout utilisée lorsque l’image ou la notoriété de l’entreprise ne suffisent plus au bon développement de cette dernière. La promotion des ventes est alors caractérisée comme une réponse tactique à court terme afin de dynamiser les ventes. 
Mais dans les années 1990, le phénomène de la concurrence a continué de s’amplifier ce qui a obligé les enseignes à observer de très près les méthodes promotionnelles utilisées par les concurrents. Pour les enseignes, il s’agit désormais d’être le premier à mettre une campagne en route, attrayante et à la bonne période. Ainsi, cette pratique généralisée envers la promotion a permis au consommateur de pouvoir choisir mais aussi d’être plus averti et aguerri.
Aujourd’hui, en France, comme dans les autres pays occidentaux, le budget accordé à la promotion est en constante augmentation et touche particulièrement les secteurs de biens de grande consommation et de biens semi-durables.

## Les différents types de promotions des ventes

### La promotion des ventes pour les consommateurs[1]

#### L’essai gratuit
L’essai gratuit est une pratique permettant de faire connaître rapidement un produit, notamment lorsqu’il s’agit d’un produit nouveau. Il existe trois techniques d’essai gratuit :
- La distribution gratuite d’échantillons : il s’agit d’offrir gratuitement en magasin ou à domicile, une version réduite d’un produit afin que le consommateur puisse le tester (ex : échantillon de parfum).
- La dégustation gratuite : ici, le consommateur peut goûter gratuitement un produit alimentaire afin d’avoir une approche gustative du produit (ex : chocolat à Noël).
- L’essai gratuit : ceci consiste à confier à un consommateur, gratuitement et sur une courte durée, un produit semi-durable (ex : voiture) ou un service (ex : logiciel) afin que celui-ci puisse le tester en situation réelle.

#### La réduction temporaire de prix
La réduction temporaire de prix a pour but de faciliter le passage à l’acte d’achat mais également de faire tester un produit. Pour cela, il existe quatre grandes techniques :
- La réduction directe : il s’agit vendre le produit à un prix inférieur au prix normal, et cela, durant une courte durée déterminée.
- Le couponing : ici, la promotion se fait par la distribution d’un coupon/bon offrant une réduction prix sur un produit spécifique. Ce coupon peut-être envoyé au consommateur par mail ou envoi postal, mais également par la presse, par internet sur des sites spécifiquement dédiés, en magasin par un représentant de la marque ou encore par emballage produit (coupon à découper).
- Le remboursement différé : dans ce cas, le consommateur peut se faire rembourser une partie du prix d’un produit acheté, auprès du producteur, avec une preuve d’achat (ex : ticket de caisse).
- Les rabais sur quantité : la marque offre une réduction de prix opérée sur la quantité produit. Cette technique promotionnelle a pour but d’inciter le consommateur à consommer plus. Il existe trois types de rabais sur quantité :
  - La promotion girafe : il s’agit de rajouter un pourcentage de quantité supplémentaire au produit tout en conservant le prix du format normal.
  - Les lots : cela consiste à vendre, ensemble, plusieurs unités d’un même produit à un prix inférieur à celui de la somme des prix unitaires originels de chaque unité.
  - Les lots croisés : le concept est le même que celui des lots simples, cependant il s’agit non pas d’unités de produits différents mais complémentaires (ex : lessive et détachant).

#### Les primes
Les primes sont généralement utilisées afin d’inciter à l’achat répétitif, c’est-à-dire dans le but de fidéliser les consommateurs. On retrouve quatre types de primes :
- La prime directe : la marque offre un objet pour l’achat d’un produit spécifique (l’objet est différent du produit). L’objet peut-être offert de différentes façons : soit par insertion dans l’emballage du produit, soit par remise de l’objet par un animateur en magasin (avant ou après achat), soit par réclamation de l’objet à l’accueil du magasin.
- La prime différée : le concept est le même que la prime directe, cependant, l’objet n’est pas donné de manière immédiate. Le consommateur doit envoyer une preuve d’achat auprès du producteur afin que celui-ci lui envoie l’objet offert.
- La prime autopayante directe : il s’agit d’offrir un objet au consommateur en échange d’une faible participation financière, lors de l’achat d’un produit (ex : une seconde paire de lunettes pour 1 € de plus).
- La prime autopayante différée : le concept est le même que la prime autopayante directe, mais ici, l’objet est remis après preuve d’achat et versement de la participation financière.

#### Les concours, jeux et loteries
Cette technique de promotion a pour but essentiel de recueillir des informations clients. Ainsi, l’idée est de faire remplir un questionnaire avec plusieurs questions concernant le consommateur (âge, sexe, email, téléphone, etc.). Pour le concours, il y a également une ou plusieurs questions de connaissances. Celles-ci vont permettre par la suite de tirer au sort un ou des gagnants de plusieurs cadeaux (appelé(s) dotation), parmi les bonnes réponses. Les cadeaux peuvent être très variés : objet, bon d'achat, etc. Pour le jeu (=la loterie), il n’y a pas de questions de connaissances, tout est remis au hasard (tirage au sort neutre).

### La promotion des ventes pour les distributeurs
S’agissant des actions promotionnelles à destination des distributeurs, les objectifs sont différents. Pour l’entreprise, il s’agit essentiellement d’accroître son référencement et d’augmenter la place consacrée à ses marques au sein des linéaires. Plus généralement, la promotion des producteurs envers les distributeurs vise l’amélioration des relations entre ces deux parties. 
Parmi les techniques utilisées, on retrouve les primes, les remises, les invitations à des visites d’entreprise ou l’utilisation de la PLV.

### La promotion des ventes pour les forces de ventes
La promotion des ventes à destination des forces de ventes vise avant tout à stimuler les commerciaux, et ceci, dans le but d’augmenter le volume des commandes et la qualité de la prospection commerciale.

## Facteur de réussite d'une action de promotion
La réussite d’une action de promotion est conditionnée par plusieurs éléments. 
Premièrement, il est primordial de déterminer une technique promotionnelle adaptée. Ce choix doit prendre en compte deux composantes : 
- L’objectif à atteindre qui est, lui-même, fixé en fonction de l’environnement concurrentiel, de l’image de marque véhiculée et des attentes-clients.
- Le budget disponible pour l’action qui dépend, par exemple, du nombre de personnes composant la cible visée.

Deuxièmement, l’implication de l’ensemble des acteurs participant à l’action promotionnelle est également un critère indispensable à la réussite de cette dernière. Parmi ces acteurs, on retrouve, bien sûr, les services internes de l’annonceur (marketing, communication, commercial). Il est important d’avoir une importante cohésion entre ces différentes divisions. En second lieu, il y a les partenaires externes de l’entreprise que peuvent être les responsables de zones, les managers de rayons, les chefs de rayons ou encore les commerciaux. Ici, une bonne information et une écoute continue de l’ensemble de ces parties est l’un des facteurs clés de succès d’une action de promotion. 
Enfin, une action de promotion doit remplir plusieurs conditions. L’honnêteté, la compétitivité et le caractère séducteur en sont les principales. De plus, la littérature définit les quatre critères d’une bonne promotion. Il s’agit des “4S”, en référence aux “4P” du marketing-mix :
- Simple: Afin d’atteindre au mieux la cible visée, la promotion doit être facile à comprendre et à réaliser.
- Spectaculaire: La proposition faite par la marque doit être forte, puissante (ex: prix défiant toute concurrence, quantités limitées).
- Singulière: Pour attirer l’attention, une action promotionnelle doit être originale et sortir de l’ordinaire. De plus, celle-ci doit pouvoir être associée directement à la marque en question.
- Stratégique: La promotion doit être en cohérence avec la stratégie et les valeurs de la marque. Elle ne doit pas être en conflit avec le positionnement et ne pas entamer la notoriété de cette dernière.

## Les différents profils d’acheteurs de la promotion des ventes
Certaines enseignes, comme Auchan, ont observé, à travers plusieurs études, qu’il existe différents types de consommateurs face à la promotion. Cette étude publiée par LSA  avait pour but de mieux comprendre les attitudes des consommateurs en matière de promotion. Ainsi, quatre profils ont été identifiés. 
- Les promophobes : il s’agit de fidèles au point de vente et aux marques. Cependant, les personnes dotées de ce profil apportent peu d’importance à la promotion du fait qu’ils n’aient pas de temps à perdre et achètent occasionnellement. De ce fait, ce type de profil est sensible uniquement à la promotion immédiate.
- Les promopportunistes : ils sont ouverts aux propositions et ne se limitent pas au critère du prix. Ces derniers sont fidèles aux marques mais pas au point de vente.
- Les promophages : ces personnes sont très attentives à la promotion des ventes et notamment aux prospectus ainsi qu’aux têtes de gondoles. Ils sont intéressés par les réductions de prix et par les lots. Par conséquent, ces clients sont peu fidèles au point de vente.
- Les promocalculateurs : Pour ce type d’acheteurs, la promotion est un réel moyen d’économiser. Ainsi, ils vont avant tout s’intéresser au couponing et aux marques distributeurs. Cette catégorie donne la priorité au critère du prix, ce qui les rend relativement fidèles aux marques.

À travers la promotion des ventes, les études permettent d'identifier deux grands segments : un segment très impliqué dans la promotion des ventes et un autre, totalement réfractaire.  Ainsi, quand un consommateur est sensible à la promotion, il le serait à toutes les techniques promotionnelles. Par ailleurs, plus un client apprécie les marques de distributeurs, plus il achèterait en promotion. Enfin, les critères tels que le sexe et le revenu seraient les notions qui permettent d’expliquer le mieux la sensibilité à la promotion.